# Derryveagh Mountains
Le Derryveagh Mountains (in gaelico irlandese Cnoic Dhoire Bheatha) sono una catena montuosa, situata nella contea di Donegal, Irlanda. Costituisce gran parte delle terre emerse della stessa contea, ed è l'area con la più bassa densità di popolazione dell'intera isola. Le montagne fungono anche da confine tra le zone costali di Donegal, tra cui si possono annoverare i paesini di Gweedore e Glenties, e quelle interne, che hanno in Ballybofey e Letterkenny i loro centri più importanti.